# Celestino A. Marini
Celestino Ángel Marini (7 de octubre de 1930-25 de mayo de 2013) fue un abogado y político argentino del Partido Justicialista, que se desempeñó como senador nacional por la provincia de Santa Fe entre 1983 y 1986.

## Biografía
Nacido en 1930, se recibió de abogado. Comenzó su militancia en el peronismo en el seno del movimiento universitario peronista, llegando a ser secretario general de la Confederación General Universitaria.
En 1963 integró el triunvirato reorganizador del Partido Justicialista (PJ), del cual integró también el Congreso y el Consejo Nacional, participando de la reorganización del partido en la década de 1960. Entre 1972 y 1973 fue delegado reorganizador del PJ en la provincia de Santa Fe. Como abogado, ejerció la defensa de presos políticos y gremiales peronistas.
Fue decano de la Facultad de Ciencias Jurídicas y Sociales de la Universidad Nacional del Litoral (UNL) y en abril de 1974 asumió como rector normalizador de dicha universidad, por designación del Poder Ejecutivo Nacional, desempeñando el cargo hasta el año siguiente.
En las elecciones al Senado de 1983, fue elegido senador nacional por la provincia de Santa Fe, cargo que desempeñó hasta 1986. Fue presidente de la comisión de Interior y Justicia, secretario de la comisión de Asuntos Administrativos y Municipales y vocal en las comisiones de Economía, de Energía y de Comercio.
Falleció en mayo de 2013.

## Obra
- La unidad nacional: del regreso de Perón al triunfo de Menem (Ediciones Colmegna, 1990).[7]